# Елфимов, Пётр Петрович
Пётр Петрович Елфимов (15 февраля 1980, Могилёв) — белорусский певец, музыкант, автор песен и аранжировщик, музыкальный продюсер, магистр искусствоведения, доцент кафедры эстрадно-джазового пения Института современного искусства. Голос проекта «ЕЛФИМОВ», групп «Гран-КуражЪ» и «METHEORA», а также проектов «FORCES UNITED» и «MARGENTA».

## Биография
Родился 15 февраля 1980 года в городе Могилёв, Республика Беларусь. До восьмого класса учился в школе № 33 с музыкальным уклоном по классу трубы.
В 1994 году поступил в Могилёвский учебный комплекс гимназию-колледж музыки и хореографии на отделение «хоровое дирижирование», где параллельно с учёбой 4 года являлся солистом студии «Дубль В» под руководством Василия Сенькова и Василия Буйницкого. Кроме него в состав студии входили Ирина Сапежинская, Елена Щербинская и Наталья Подольская.
В 1995 году, являясь представителем студии «Дубль В», завоевал первое Гран-при в своей жизни на конкурсе юных исполнителей эстрадной песни «Хали-Хало» в г. Новополоцк.
В 1997 году в составе студии «Дубль В» стал победителем телевизионного конкурса молодых исполнителей эстрадной песни «Зорная Ростань» (Звёздный перекрёсток) Белтелерадиокомпании (г. Минск).
В 1998 году поступил в БГАМ (Белорусскую государственную академию музыки) на вокально-хоровой факультет по специальности «академическое пение» (г. Минск).
В 2005 году закончил обучение в группе профессора Генералова Анатолия Михайловича, получив диплом о высшем образовании.
В 2008 году, решив повышать квалификацию, поступил в магистратуру БГАМ.
В 2009 году успешно сдал экзамен, получив степень магистра. Экзамен проходил в формате концерта в Большом зале Белорусской государственной филармонии в сопровождении двух оркестров: симфонического оркестра «Молодая Беларусь» и заслуженного коллектива «Национальный академический народный оркестр им. Иосифа Жиновича» под управлением бывшего ректора БГАМ, народного артиста, профессора Козинца Михаила Антоновича. Такой концерт проводился ранее лишь однажды, и сдавал экзамен в такой форме профессор, у которого Пётр обучался в магистратуре, — Скоробогатов Виктор Иванович.
В 2007–2013 годах преподавал эстрадный вокал в Институте современных знаний им. А. М. Широкова, являясь старшим преподавателем кафедры «Художественного творчества и продюсерства» (г. Минск).
В 2012 году получил профессиональную категорию «Мастер сцены».
С 2016 года является доцентом и преподавателем вокала кафедры эстрадно-джазового пения Института современного искусства (г. Москва).

## Проекты
Пётр — участник множества творческих и музыкальных проектов, а также победитель международных музыкальных конкурсов разных лет.
В 1997 году стал вокалистом могилёвской трэш-метал группы «Deep Sorrow».
В 1998 году вместе с музыкантами уже распавшейся на тот момент группы «Deep Sorrow» — Алексеем «Kent» Когаем и барабанщиком Родионом Старовойтовым, — сотрудничал в качестве вокалиста с белорусской дэт-метал группой «EXHUMATOR».
В 1999 году вместе с гитаристом Александром Камлюком создал группу «Эгоист». К ним присоединились музыканты: Ярослав Неверкович (клавишные), Валерий Падуков (бас-гитара) и Вениамин Щербаков (барабаны).
С 1999 года был участником команд КВН Белорусского государственного университета (БГУ, г. Минск), в составе которой дважды становился чемпионом Высшей лиги Международного союза КВН в 1999 и 2001 годах, и Российского университета дружбы народов (РУДН, г. Москва). В составе команды РУДН на фестивале «Голосящий КиВиН» завоевал «Большого КиВиНа в тёмном» (3 место) и «Малого КиВиНа в золотом» (4 место), а в 2007 году выиграл летний кубок КВН. Самые яркие номера в исполнении Петра: «Ария Пятачка», «Купалинка», «Алеся».
В 2001 году вместе с музыкантами из группы «Эгоист» принял участие в поп-рок проекте «ТРИКИТА».
В 2002 году в номинации «Солист» завоевал Гран-при на Международном фестивале «Мирный поёт о мире» (г. Мирный, Республика Саха).
В 2003 году начал сотрудничество с продюсером Татьяной Владимировной Космачёвой.
В 2003–2004 годах являлся солистом-вокалистом Белорусского государственного ансамбля «Песняры» под управлением Вячеслава Вячеславовича Шарапова, который был назначен руководителем после смерти Владимира Георгиевича Мулявина.
С 2004 года являлся солистом и педагогом по вокалу студии «ГРАН-ПРИ» при заслуженном коллективе «Национальный академический концертный оркестр» под управлением народного артиста, профессора Финберга Михаила Яковлевича. В дальнейшем были победы на международных конкурсах в Эстонии, Польше, Сербии и др.
В 2004 году стал обладателем Гран-при конкурса исполнителей эстрадной песни «Витебск 2004», проходящего в рамках Международного фестиваля искусств «Славянский базар в Витебске».
Участвовал в полуфинале Евровидения 2004 в Стамбуле в качестве одного из бэк-вокалистов дуэта «Александра и Константин», которые выступали с песней «My Galileo». 
В 2005–2008 годах являлся одним из ведущих Международного фестиваля искусств «Славянский Базар в Витебске».
В 2005 году была открыта вокальная студия и создана группа Петра Елфимова. В состав коллектива входила часть музыкантов группы «Эгоист»: Ярослав Неверкович, Валерий Падуков, а также гитарист Виктор Новак и барабанщик Андрей Маврин. Звукорежиссёром был Андрей Старовойтов. Позднее в группе Петра в разные годы, вплоть до его отъезда в Россию, играли другие музыканты: Евгений Елфимов (бас-гитара), Антон Чурилов (гитара) и Дмитрий Микулич (гитара).
В 2009 году представлял Беларусь на конкурсе «Евровидение» в Москве с авторским произведением «Eyes That Never Lie». Автор текста на английском языке — Валерий Прохожий.
В 2010 году получил пять золотых медалей в пяти номинациях на Всемирном чемпионате исполнительских искусств («World Championships of Performing Arts») в Лос-Анджелесе, США.
Список номинаций:
- Male Vocal Broadway — 30&Over
- Male Vocal Contemporary — 30&Over
- Male Vocal Open — 30&Over
- Male Vocal Opera — 30&Over
- Male Vocal Original Works — 30&Over

Также получил специальную награду за достижения в индустрии развлечений и золотую медаль финалиста. А уже в 2011 году был приглашён на чемпионат в качестве международного судьи.
В 2012 году снялся в шестисерийном художественном фильме Николая Князева «Украсть Бельмондо» («Беларусьфильм»).
В 2013 году был участником проекта «Голос 2» на «Первом канале» и попал в команду Леонида Агутина. 
С 2014 года является Художественным руководителем и председателем жюри Международного конкурса вокального исполнительского мастерства «Голос будущего», г. Тобольск.
В 2015 году стал участником телевизионного шоу «Главная сцена» на канале «Россия-1», в котором вышел в финал и одержал победу по итогам зрительского интернет-голосования.
В качестве члена жюри постоянно принимает участие в различных международных и региональных конкурсах по поддержке молодых исполнителей.
В 2018 году стал вокалистом рок-группы «Гран-КуражЪ», где также является одним из авторов песен.
В 2021 году начал сотрудничество с группой «METHEORA» в качестве вокального продюсера, а с 2022 года является её полноценным участником.
В рамках сольного творчества Пётр выпустил полноформатные альбомы: «Я хочу» (2006), «Колокола» (2007), «С новым рожденьем» (2009), «Книга откровений» (2012), а также несколько синглов и EP.
В 2022 году основал проект «ЕЛФИМОВ».
В качестве гостевого вокалиста принимает участие в проектах различных коллективов и музыкантов, таких как проекты «Margenta», «FORCES UNITED», группы «Колизей», «DIGIMORTAL», «Алексей Страйк», «Виталий Дубинин», «CRASH TEST» и многие другие.
Постоянный участник телевизионного проекта «Романтика романса» компании ВГТРК канала  «Культура».

## Личная жизнь
Первая жена — Наталья Дементьева.
Вторая жена — Татьяна Космачëва. Дочь — Полина Космачёва.
Третья жена — Ольга Елфимова (девичья фамилия — Суслова). Свадьба состоялась 13 августа 2024 года.

## Дискография

### Сольные альбомы
| Название            | Год  |
| ------------------- | ---- |
| «Я хочу»            | 2006 |
| «Колокола»          | 2007 |
| «С новым рожденьем» | 2009 |
| «Книга откровений»  | 2012 |

### EP и синглы
| Название                      | Год  |
| ----------------------------- | ---- |
| EP «Eyes that never lie»      | 2009 |
| EP «Главная роль»             | 2015 |
| сингл «Полукровки»            | 2015 |
| сингл «Новогодний рок-н-ролл» | 2018 |
| сингл «Остановись»            | 2018 |
| сингл «Помни меня»            | 2023 |
| сингл «Тихая гавань»          | 2024 |
| сингл «Ступени»               | 2024 |
| сингл «Я с тобой»             | 2025 |
| сингл «Вещий»                 | 2025 |

### Live-альбомы
| Название                                    | Год  |
| ------------------------------------------- | ---- |
| «Квартирник у Маргулиса» (Live НТВ, Москва) | 2025 |

### В составе метал-группы «Гран-КуражЪ»
Студийные альбомы
| Название                | Год  |
| ----------------------- | ---- |
| «Эпохи, герои и судьбы» | 2021 |
| «Легенды мира из огня»  | 2024 |

EP и синглы
| Название        | Год  |
| --------------- | ---- |
| «Кто?»          | 2018 |
| «Волна»         | 2018 |
| «Адреналин»     | 2018 |
| «За мечтой»     | 2020 |
| «Без потерь»    | 2020 |
| «Город-призрак» | 2021 |
| «Эйфория»       | 2022 |
| «Скоморох»      | 2023 |
| «Станем вместе» | 2024 |
| «Лети»          | 2024 |
| «Дождь»         | 2025 |

Концертные альбомы
| Название    | Год  |
| ----------- | ---- |
| «IX жизней» | 2022 |

### В составе группы «METHEORA»
| Название                | Год  |
| ----------------------- | ---- |
| «Мёртвые сны»           | 2023 |
| «ЭХО»                   | 2023 |
| «Чёрный снег»           | 2024 |
| «Города»                | 2024 |
| «The Rumbling» (cover)  | 2025 |
| «Ангелы молчат» (cover) | 2025 |
| «Время»                 | 2025 |

### Гостевое участие
2005—2009
| Песня                   | Исполнитель     | Альбом         | Год  |
| ----------------------- | --------------- | -------------- | ---- |
| «Страна льдов»          | Стая            | «Страна льдов» | 2005 |
| «Непобёжденный судьбой» | Стая            | «Страна льдов» | 2005 |
| «Прыгнуть в пустоту»    | Стая            | «Страна льдов» | 2005 |
| «Не забудь мою печаль»  | Стая            | «Страна льдов» | 2005 |
| «Маю надзею»            | ПИТБУЛЬ         | «Маю надзею»   | 2006 |
| «Новый день»            | Ирина Дорофеева | «Новый день»   | 2008 |
| «Вороны»                | Чистый голос    | «Вороны»       | 2009 |

2011—2014
| Песня                          | Исполнитель | Альбом              | Год  |
| ------------------------------ | ----------- | ------------------- | ---- |
| «Для неё»                      | Fanem       | «Для неё»           | 2011 |
| «Где-то не со мной»            | Ksanta      | «Где-то не со мной» | 2011 |
| «Пять минут — исповедь палача» | Эпоха       | «Молот ведьм»       | 2012 |
| «Молот ведьм»                  | Эпоха       | «Молот ведьм»       | 2012 |
| «Drive»                        | Euphoria    | «Drive»             | 2013 |
| «Дует ветер ледяной»           | Эпидемия    | «Сокровище Энии»    | 2014 |
| «Под огнём»                    | Aillion     | «Под огнём»         | 2014 |
| «Отступник»                    | Сад грёз    | «Шизофрения»        | 2014 |

2015
| Песня                    | Исполнитель     | Альбом                   |
| ------------------------ | --------------- | ------------------------ |
| «Тишина»                 | Skrizhali       | «Назад дороги нет»       |
| «Двое»                   | Skrizhali       | «Назад дороги нет»       |
| «Без слов»               | Skrizhali       | «Назад дороги нет»       |
| «Война миров»            | Aillion         | «Война миров»            |
| «Да и нет»               | Aillion         | «Война миров»            |
| «Яд»                     | Aillion         | «Война миров»            |
| «If you are happy»       | FORCES UNITED   | «II»                     |
| «Мама»                   | Валерий Головко | «Мама»                   |
| «Исповедь пианиста»      | Валерий Головко | «Мама»                   |
| «Исповедь поэта»         | Валерий Головко | «Мама»                   |
| «Дай мне шанс»           | Валерий Головко | «Мама»                   |
| «К Тамаре»               | Валерий Головко | «Мама»                   |
| «Старый мотив»           | Валерий Головко | «Мама»                   |
| «Возьми протянутую руку» | Валерий Головко | «Мама»                   |
| «United Force»           | FORCES UNITED   | «III»                    |
| «Break us»               | Ethereal Dawn   | «The Moonlight of Gloom» |
| «Две грозы-2»            | ВИКОНТ          | «Арийская Русь. Часть 2» |
| «Is This the End?»       | FORCES UNITED   | «IV»                     |

2016
| Песня                          | Исполнитель       | Альбом                    |
| ------------------------------ | ----------------- | ------------------------- |
| «Lies and Truth»               | NEWLEVEL          | «Kenopsia»                |
| «Or am I dreaming»             | FORCES UNITED     | «Best&Rares»              |
| «Шаг навстречу»                | Ольга Колесникова | «Шаг навстречу»           |
| «Очарованные грустью»          | MARGENTA          | «Очарованные грустью»     |
| «Вымоленный дождь»             | MARGENTA          | «Очарованные грустью»     |
| «All or nothing»               | FORCES UNITED     | «Power Subunit»           |
| «Be careful what you wish for» | FORCES UNITED     | «Power Subunit»           |
| «А может это сон?»             | FORCES UNITED     | «Ансамбль ФОРСЭЗ ЮНАЙТЭД» |
| «Бог»                          | КАЛЬМАN           | «Бог»                     |

2017
| Песня                           | Исполнитель          | Альбом                   |
| ------------------------------- | -------------------- | ------------------------ |
| «Nothing's Perfect»             | FORCES UNITED        | «V»                      |
| «Я и ТЫ»                        | Power Tale           | «Семь подземных королей» |
| «Time to go»                    | FORCES UNITED        | «VI»                     |
| «Волны»                         | Алексеевская площадь | «Всё повторится вновь»   |
| «Увертюра» (хор)                | FORCES UNITED        | рок-опера «Мавзолей»     |
| «Великая страна» (хор)          | FORCES UNITED        | рок-опера «Мавзолей»     |
| «Братья ордена света»           | FORCES UNITED        | рок-опера «Мавзолей»     |
| «Встань же, грозный великан!»   | FORCES UNITED        | рок-опера «Мавзолей»     |
| «Пробуждение мумии»             | FORCES UNITED        | рок-опера «Мавзолей»     |
| «Механическое сердце»           | FORCES UNITED        | рок-опера «Мавзолей»     |
| «Новый человек»                 | FORCES UNITED        | рок-опера «Мавзолей»     |
| «Любовь в Мавзолее»             | FORCES UNITED        | рок-опера «Мавзолей»     |
| «Поплывём на дальний берег»     | FORCES UNITED        | рок-опера «Мавзолей»     |
| «Прощание»                      | FORCES UNITED        | рок-опера «Мавзолей»     |
| «Чистое сердце»                 | FORCES UNITED        | рок-опера «Мавзолей»     |
| «Позвольте умереть...» (хор)    | FORCES UNITED        | рок-опера «Мавзолей»     |
| «Уйди, измученный кумир!» (хор) | FORCES UNITED        | рок-опера «Мавзолей»     |

2018
| Песня                                         | Исполнитель   | Альбом                |
| --------------------------------------------- | ------------- | --------------------- |
| «Listen to hear»                              | FORCES UNITED | «VII»                 |
| «Awesome Threesome»                           | FORCES UNITED | «ДЕТЯМ»               |
| Был тогда другим наш мир (Гимн рокерам 80-х!) | FORCES UNITED | «ДЕТЯМ»               |
| «Спаси и храни»                               | Гаснет свет   | «IN TENEBRIS»         |
| «Onyx»                                        | ORSHED        | «Onyx»                |
| «Выбор есть!»                                 | Эпидемия      | «Легенда Ксентарона»  |
| «Стрела Судьбы»                               | Эпидемия      | «Легенда Ксентарона»  |
| «Музыкальный магазин»                         | Колизей       | «Два диска»           |
| «Книга судьбы»                                | Колизей       | «Два диска»           |
| «Голоса былого»                               | Колизей       | «Два диска»           |
| «Тебе не убежать»                             | Колизей       | «Два диска»           |
| «Граница»                                     | SuMax records | «Граница»             |
| «Легион»                                      | МИССИЯ        | «Легион»              |
| «Багровость облаков»                          | MARGENTA      | рок-опера «Окситания» |
| «Небо мне доверяет»                           | MARGENTA      | рок-опера «Окситания» |
| «Прощай, Каркассон»                           | MARGENTA      | рок-опера «Окситания» |
| «Мы — совершенные»                            | MARGENTA      | рок-опера «Окситания» |
| «Совершенные (Поцелуй мира)»                  | MARGENTA      | рок-опера «Окситания» |
| «Финал»                                       | MARGENTA      | рок-опера «Окситания» |
| «One and only»                                | FORCES UNITED | «Andy Vortex»         |
| «Рулетка»                                     | Aillion       | «Эра чёрных зеркал»   |
| «Живой»                                       | Aillion       | «Эра чёрных зеркал»   |
| «Тени играют»                                 | Aillion       | «Эра чёрных зеркал»   |

2019
| Песня                        | Исполнитель     | Альбом                  |
| ---------------------------- | --------------- | ----------------------- |
| «Полина»                     | Валерий Головко | «Полина»                |
| «Зеркало судьбы»             | CATHARSIS       | «Зеркало судьбы»        |
| «Невесомость»                | CATHARSIS       | «Зеркало судьбы»        |
| «Второй шанс»                | Power Tale      | «Огненный Бог Марранов» |
| «Падший в рай»               | Power Tale      | «Огненный Бог Марранов» |
| «Ведомый зарёй»              | Power Tale      | «Огненный Бог Марранов» |
| «Сталь и кровь»              | Power Tale      | «Огненный Бог Марранов» |
| «Гимн свободы»               | Power Tale      | «Огненный Бог Марранов» |
| «Царь и сын его Иван»        | FORCES UNITED   | «GOLD»                  |
| «Чёрная быль»                | FORCES UNITED   | «GOLD»                  |
| «Smoke on the water» (cover) | StoneHand       | «Stone Purple»          |

2020
| Песня               | Исполнитель          | Альбом                                       |
| ------------------- | -------------------- | -------------------------------------------- |
| «Ария»              | CRASH TEST           | «Ария»                                       |
| «Долгий путь домой» | StoneHand            | «Дорожный альбом»                            |
| «Наш дом — земля»   | LIVE HELP            | «Наш дом — земля»                            |
| «Лагерта»           | MARGENTA & CATHARSIS | «Алый король»                                |
| «Аве, Вавилов!»     | FORCES UNITED        | «ПРЕДАНИЯ о ПРЕДАННЫХ и ПРЕДАТЕЛЯХ. 1 ЧАСТЬ» |
| «Обитаемый остров»  | FORCES UNITED        | «Миры братьев Стругацких»                    |
| «Ты един, ты один»  | АСФЕРИКС             | «Падшие»                                     |
| «Падший»            | АСФЕРИКС             | «Падшие»                                     |
| «Предатель»         | АСФЕРИКС             | «Падшие»                                     |
| «Небесное воинство» | АСФЕРИКС             | «Падшие»                                     |
| «Ты видишь»         | АСФЕРИКС             | «Падшие»                                     |
| «A Life to learn»   | FORCES UNITED        | «Heart»                                      |

2021
| Песня                                     | Исполнитель     | Альбом                                       |
| ----------------------------------------- | --------------- | -------------------------------------------- |
| «8000 метров»                             | Эскалада        | «Легион»                                     |
| «Not a Saint!»                            | Defiant         | «No more pain»                               |
| «Золото и кровь»                          | Гаснет свет     | «Aurum et Sanguinem»                         |
| «Время»                                   | SuMax records   | «Время»                                      |
| «Гарри Поттер — детство сердца и беда!»   | MARGENTA        | «Маги и маглы»                               |
| «На смерть профессора Дамблдора. Реквием» | MARGENTA        | «Маги и маглы»                               |
| «Always!»                                 | MARGENTA        | «Маги и маглы»                               |
| «Албанский лес (Эффект Боггарта)          | MARGENTA        | «Маги и маглы»                               |
| «На передовой»                            | FORCES UNITED   | «На передовой»                               |
| «Чарли и шоколадная фабрика»              | FORCES UNITED   | «HITS FROM METAL MUSICALS. 1 ЧАСТЬ»          |
| «Bonus Track»                             | FORCES UNITED   | «HITS FROM METAL MUSICALS. 1 ЧАСТЬ»          |
| «Сёстры»                                  | DRAGONSPELL     | «Сёстры»                                     |
| «Письмо Ведьмаку»                         | Эпидемия        | «Призраки и тени»                            |
| «Палач»                                   | FORCES UNITED   | «ПРЕДАНИЯ о ПРЕДАННЫХ и ПРЕДАТЕЛЯХ. 2 ЧАСТЬ» |
| «Осколки розовых очков»                   | FORCES UNITED   | «ПРЕДАНИЯ о ПРЕДАННЫХ и ПРЕДАТЕЛЯХ. 2 ЧАСТЬ» |
| «Балтийский шторм»                        | FORCES UNITED   | «ПРЕДАНИЯ о ПРЕДАННЫХ и ПРЕДАТЕЛЯХ. 2 ЧАСТЬ» |
| «Свет надежды»                            | DRAGONSPELL     | «Свет надежды»                               |
| «Новый новый год»                         | Большое спасибо | «Новый новый год»                            |
| «Лучше, чем вчера»                        | Джоконда        | «Лучше, чем вчера»                           |

2022
| Песня                              | Исполнитель     | Альбом                              |
| ---------------------------------- | --------------- | ----------------------------------- |
| «Новое кино»                       | Революция       | «Первый»                            |
| «Сквозь горизонт»                  | Above the stars | «Dawn of the New Day»               |
| «Верь»                             | АПОТОМ          | «Верь»                              |
| «Скарабей»                         | Голоса          | «Скарабей»                          |
| «Заря»                             | Голоса          | «Скарабей»                          |
| «Два крыла»                        | Голоса          | «Скарабей»                          |
| «Echo»                             | Somewhere Place | «Pinsnowlande»                      |
| «Straight across the sea»          | Somewhere Place | «Pinsnowlande»                      |
| «Моя Земля»                        | Голоса          | «Плач Сирин»                        |
| «Письмо без слов»                  | SuMax records   | «Письмо без слов»                   |
| «Четыре поросёнка и Серый член ЦК» | FORCES UNITED   | «HITS FROM METAL MUSICALS. 2 ЧАСТЬ» |
| «Звёздный сон любви»               | ВИА «Троя»      | «Звёздный сон любви»                |
| «Тёмная башня»                     | MARGENTA        | «Сон императора»                    |
| «Песнь о колоколе» (bonus track)   | MARGENTA        | «Сон императора»                    |
| «Дорога жизни»                     | FORCES UNITED   | «Дорога жизни»                      |
| «Ария простуженного Пьеро»         | FORCES UNITED   | «HITS FROM METAL MUSICALS. 3 ЧАСТЬ» |

2023
| Песня                 | Исполнитель     | Альбом                       |
| --------------------- | --------------- | ---------------------------- |
| «Здесь и сейчас»      | Виталий Дубинин | «Бал-Маскарад. Постскриптум» |
| «Шрамы павших звёзд»  | Алексей Страйк  | «VOODOO PRESS II»            |
| «Сто ночей»           | DIGIMORTAL      | «Сто ночей 2023»             |
| «Подземный грот»      | Gothic Sky      | «Последние слова покаяния»   |
| «Дзякую табе»         | FORCES UNITED   | «GOLDEN BALLADS»             |
| «Дом разбитых сердец» | MARGENTA        | «Прикосновение»              |

2024
| Песня                      | Исполнитель                       | Альбом                 |
| -------------------------- | --------------------------------- | ---------------------- |
| «Только ты»                | SKATES                            | «Только ты»            |
| «После поцелуя неба»       | MONOCAST                          | «Детства край»         |
| «Кто спас мир?»            | FORCES UNITED                     | «Железный занавес»     |
| «Презрев успех»            | FORCES UNITED                     | «Железный занавес»     |
| «Баллада о корабле»        | Саундтрек к циклу книг «Прядущая» | «Баллада о корабле»    |
| «Олимпиада — 80»           | FORCES UNITED                     | «FORCES OF DAVID»      |
| «Миллион лет до нашей эры» | FORCES UNITED                     | «FORCES OF DAVID»      |
| «Светлый мир»              | АСФЕРИКС                          | «Светлый мир»          |
| «В её мечтах — Дракон»     | Save my name                      | «В её мечтах — Дракон» |

2025
| Песня            | Исполнитель | Альбом           |
| ---------------- | ----------- | ---------------- |
| «Может быть»     | Джоконда    | «Может быть»     |
| «Одинокие жизни» | AVANTGARDE  | «Одинокие жизни» |

### Участие в трибьютах
| Песня             | Автор  | Альбом                                        | Год  |
| ----------------- | ------ | --------------------------------------------- | ---- |
| «Без тебя»        | Ария   | «Internet Tribute to Ария. XXV. Дай руку мне» | 2011 |
| «Бесы»            | Ария   | «Internet Tribute to Ария. XXV. Дай руку мне» | 2011 |
| «Burning In Hell» | Мастер | «A Tribute To Мастер. XXV»                    | 2013 |
| «Пока Боги спят»  | Маврин | «Tribute To Маврин. Fifteen Years»            | 2013 |
| «Далёкая звезда»  | Август | «Tribute to Август 33»                        | 2016 |
| «Колизей»         | Ария   | «Симфония Холстинина»                         | 2018 |
| «Последний закат» | Ария   | «Симфония Холстинина»                         | 2018 |
| «Патриот»         | Ария   | «Симфония Холстинина»                         | 2018 |
| «Вампир»          | Ария   | «Симфония Холстинина»                         | 2018 |

## Видеоклипы
- 2006 — Ангел
- 2008 — Моя душа
- 2009 — Eyes That Never Lie
- 2016 — Шаг навстречу
- 2017 — Выбор есть!
- 2018 — Новое кино
- 2021 — Царство диких людей
- 2021 — Лучше, чем вчера
- 2022 — The Rumbling
- 2022 — Мёртвые сны
- 2023 — Здесь и сейчас
- 2023 — Шрамы павших звёзд
- 2023 — Эхо
- 2024 — Помни меня
- 2024 — Чёрный снег
- 2025 — Может быть
- 2025 — Дождь

## Фильмография
- 2012 — Украсть Бельмондо (Беларусьфильм) (реж. Н. Князев)

## Награды
- Медаль Франциска Скорины[44]